# 锡林德罗峰

42°41′5″N 0°1′26″E / 42.68472°N 0.02389°E
锡林德罗峰（西班牙語：Pico Cilindro）是西班牙的山峰，位於該國北部韋斯卡省，屬於比利牛斯山的一部分，海拔高度3,328米，山體由石灰岩組成，人類在1864年首次登頂。